# Pleurothallis eccentrica
Pleurothallis eccentrica är en orkidéart som beskrevs av Carlyle August Luer och Alexander Charles Hirtz. Pleurothallis eccentrica ingår i släktet Pleurothallis och familjen orkidéer. Inga underarter finns listade i Catalogue of Life.